# Hercostomus angustifrons
Hercostomus angustifrons är en tvåvingeart som först beskrevs av Rasmus Carl Staeger 1842.  Hercostomus angustifrons ingår i släktet Hercostomus och familjen styltflugor. Inga underarter finns listade i Catalogue of Life.